# 1981 في النمسا
فيما يلي قوائم الأحداث التي وقعت خلال عام 1981 في النمسا.

## أفلام
من الأفلام التي صدرت هذه السنة في النمسا:
- 1 يناير – ميفيستو من إخراج استفان زابو.

## مواليد

### فبراير
- 17 فبراير – برنارد إيسل درّاج طريق نمساوي.

### مايو
- 22 مايو – يورجن ميلتسر لاعب كرة مضرب نمساوي.

### أغسطس
- 9 أغسطس – رولاند لينتس لاعب كرة قدم نمساوي.[1]
- 23 أغسطس – مانويل شميد لاعب كرة قدم نمساوي.[2]

### سبتمبر
- 27 سبتمبر – ميريام فيكسيبرون[3]

### أكتوبر
- 14 أكتوبر – دراغان ديميتش لاعب كرة قدم صربي.[4]
- 15 أكتوبر – كريستوف إدلمولر لاعب كرة يد نمساوي.

## وفيات

### فبراير
- 24 فبراير – فريتز كنول (مواليد 1883) عالم نبات نمساوي.

### أكتوبر
- 8 أكتوبر – هاينز كوهوت (مواليد 1913)[5]

### ديسمبر
- 9 ديسمبر – رودولف فيرتل (مواليد 1902) لاعب كرة قدم نمساوي.